# Trochalus usambaricus
Trochalus usambaricus är en skalbaggsart som beskrevs av Moser 1916. Trochalus usambaricus ingår i släktet Trochalus och familjen Melolonthidae. Inga underarter finns listade i Catalogue of Life.